# Nick Cushing
Nick Cushing (Chester, 9 novembre 1984) è un allenatore di calcio inglese, tecnico, ad interim, del Manchester City femminile.

## Carriera
Dopo aver allenato per sette anni la squadra femminile del Manchester City, con cui ha vinto un campionato inglese e due FA Women's Cup, il 9 gennaio 2020 diventa il vice di Ronny Deila sulla panchina del New York City. Il 13 giugno 2022, dopo la partenza del tecnico norvegese, diventa allenatore ad interim dei Pigeons.

### Statistiche da allenatore
Statistiche aggiornate al 15 marzo 2023.
| Stagione        | Squadra         | Campionato      | Campionato | Campionato | Campionato | Campionato | Coppe nazionali | Coppe nazionali | Coppe nazionali | Coppe nazionali | Coppe nazionali | Coppe continentali | Coppe continentali | Coppe continentali | Coppe continentali | Coppe continentali | Altre coppe | Altre coppe | Altre coppe | Altre coppe | Altre coppe | Totale | Totale | Totale | Totale | % Vittorie | Piazzamento |
| Stagione        | Squadra         | Comp            | G          | V          | N          | P          | Comp            | G               | V               | N               | P               | Comp               | G                  | V                  | N                  | P                  | Comp        | G           | V           | N           | P           | G      | V      | N      | P      | %          | Piazzamento |
| --------------- | --------------- | --------------- | ---------- | ---------- | ---------- | ---------- | --------------- | --------------- | --------------- | --------------- | --------------- | ------------------ | ------------------ | ------------------ | ------------------ | ------------------ | ----------- | ----------- | ----------- | ----------- | ----------- | ------ | ------ | ------ | ------ | ---------- | ----------- |
| 2022            | New York City   | MLS             | 21+3       | 8+2        | 5+0        | 8+1        | USOC            | 1               | 0               | 0               | 1               | -                  | -                  | -                  | -                  | -                  | CC          | 1           | 1           | 0           | 0           | 26     | 11     | 5      | 10     | 42,31      | Sub, 5°     |
| 2023            | New York City   | MLS             | 32         | 8          | 14         | 10         | USOC            | 1               | 0               | 0               | 1               | -                  | -                  | -                  | -                  | -                  | LC          | 3           | 1           | 0           | 2           | 36     | 9      | 14     | 13     | 25,00      |             |
| Totale carriera | Totale carriera | Totale carriera | 56         | 18         | 19         | 19         |                 | 2               | 0               | 0               | 2               |                    | -                  | -                  | -                  | -                  |             | 4           | 2           | 0           | 2           | 62     | 20     | 19     | 23     | 32,26      |             |

## Palmarès

### Club

#### Competizioni nazionali
- Campionato inglese: 1

Manchester City: 2016
- Women's FA Cup: 2

Manchester City: 2016-2017, 2018-2019
- FA Women's League Cup: 3

Manchester City: 2014, 2016, 2018-2019